# Myrmarachne kiboschensis
Myrmarachne kiboschensis este o specie de păianjeni din genul Myrmarachne, familia Salticidae, descrisă de Roger de Lessert în anul 1925. Conform Catalogue of Life specia Myrmarachne kiboschensis nu are subspecii cunoscute.